# تركي بن سعيد بن سلطان
تركي بن سعيد بن سلطان بن أحمد بن سعيد البوسعيدي أحد قادة سلطنة عمان في القرن التاسع عشر.

## نشأته
ولد تركي بن سعيد بن سلطان عام 1837م تولى الحكم عام 1863م، كان والده سعيد بن سلطان آل سعيد سلطانا على عمان، ولتركي عدد كبير من الإخوة تولوا الحكم هم :
1. السيد ثويني بن سعيد آل سعيد (-1866)، وقد تولى حكم الجانب العماني من الإمبراطورية بعد وفاة والده 1856-1866 وقد اغتاله ابنه سالم ليتولى الأخير الحكم من بعده حتى تنصيب الإمام عزان بن قيس.
2. السيد ماجد بن سعيد (1834/5-1870)، وسلطان زنجبار، 1856-1870
3. السيد برغش بن سعيد (1837-1888)، وسلطان زنجبار، 1870-1888
4. السيد خليفة بن سعيد (1852-1890)، وسلطان زنجبار، 1888-1890
5. السيد علي بن سعيد (1854-1893)، وسلطان زنجبار، 1890-1893

## أوضاع عمان في قبل وبعد
منذ عام 1870م أخذت الأوضاع الداخلية في عمان تتفاقم وكادت البلاد أن تدخل في أتون حرب أهلية لولا ظهور السيد تركي نجل السيد سعيد والذي يعد واحداً من الشخصيات المرموقة لدى القبائل العمانية.
لقد قرر السيد تركي إحداث تغيير هام بهدف احتواء الأوضاع المتدهورة وقد شجعه على ذلك عدة عوامل أهمها استناد السيد تركي على المساعدات المالية المتفق عليها مع أخيه ماجد حاكم زنجبار وكذلك إمكانات السيد تركي الخاصة حيث تميز بعلاقات قوية مع القبائل العمانية إضافة إلى مواهبة الدبلوماسية ومقدرته السياسية على معالجة الأمور بما لديه من خبرة أهلته للقيام بهذه المهام.

## رحلته الشهيرة
وقد بدأت رحلته الشهيرة من الهند متجهاً صوب الساحل العماني بهدف لم الشمل وجمع الكلمة ولم يتبع السيد تركي إسلوب إثارة سكان الساحل ضد النظام القائم في الوقت الذي تلقى فيه مساعدات سخية من أخيه ماجد في زنجبار، مما ساعده على التفاهم مع شيوخ القبائل المقيمين في المناطق الإستراتيجية بهدف تأمين تحركاته، لذلك فقد حظى بتأييد شيوخ دبي ورأس الخيمة وعجمان وشيوخ النعيم وبني قتب كما لقى تأييداً من الغافرية .
وفي الوقت الذي ينظم فيه السيد تركي أوضاعه ويجري محادثاته مع القبائل اعتماداً على معونات مالية سخية من زنجبار إذا بخبر وفاة السيد ماجد في زنجبار، الذي أنفق على هذه الحركة ما يقرب من ثمانين إلف ريال نمساوي ذهب معظمها في شراء الأسلحة وتحالفات القبائل إلا أن السيد تركي مضى في تنفيذ خطته بعد أن قدم تعهداً شفوياً لممثلي بريطانيا بالحفاظ على المصالح البريطانية في المنطقة.
لقد إتخذ السيد تركي من مدينة صور نقطة ارتكاز لحركته ثم استوثق من سكان سمد الشأن ثم أرسل بقوات عبر المنطقة الساحلية بقيادة سيف بن سليمان البوسعيدي والي مطرح والذي أصبح فيما بعد الساعد الأيمن للسيد تركي، وفي عام 1871م تمكنت قوات السيد تركي من دخول مطرح بعد أن وقعت معركة عنيفة واستسلمت مسقط ومطرح ودخلهما السيد تركي في حراسة خمسمائة رجل من راكبي الجمال.
لقد أخذ السيد تركي يعيد ترتيب قواته ويستكمل محادثاته مع زعماء القبائل ويبذل الجهد في سبيل الحصول على المواد المالية اللازمة واشاع خصومه سنة 1874م إنه قتل أملاً في تدهور معنويات أنصاره، ومما ساعد على انتشار هذه الإشاعة ما ألم به من وعكة صحية لدرجة إن راح يفكر في اختيار شخص ليواصل مسيرته وبالفعل استدعى شقيقه السيد عبد العزيز بن سعيد من منفاه بجوادر ليتحمل أعباء الحكم وتسلم السيد عبد العزيز كل صلاحيات شقيقه كنائب عنه له بعد أن توجه السيد تركي إلى جواذر للعلاج، ومن هناك حاكمها الجديد السيد برغش على استمرار دفع المبالغ التي سبق وإتفق على دفعها السيد ماجد الأمر الذي دعم مسيرة السيد تركي.
لقد كانت الأوضاع قد تطورت لصالحه وفي ديسمبر 1875م عاد إلى وطنه ليبدأ مرحلة جديدة تعد من أخصب فترات حكمه.

## علاج الدولة
لقد استمرت مرحلة ما بعد علاج السيد تركي حوالي إثنى عشر عاماً، تميزت بتنفيذ برنامج طموح بهدف الارتقاء بمستوى الإدارة وتحديث أساليبها خصوصاً وأن جهود السيد تركي فقد كللت بالنجاح في عدة عوامل.